# 凹葉柃木羽爪節蜱
凹葉柃木羽爪節蜱（学名：Diptilomiopus cuminis）为双羽爪節蜱科羽爪節蜱屬下的一个种。